# Arbelus idahoensis
Arbelus idahoensis är en stekelart som först beskrevs av Davis 1897.  Arbelus idahoensis ingår i släktet Arbelus och familjen brokparasitsteklar. Inga underarter finns listade.